# Tiziano Pasquali
Tiziano Pasquali (Roma, 14 luglio 1994) è un rugbista a 15 italiano, pilone del Benetton dal 2016.

## Biografia
Cresciuto a Frascati, in provincia di Roma, Pasquali iniziò a giocare a rugby a 13 anni nella neoistituita Appia Rugby, società della zona romana del Quarto Miglio; poco tempo dopo tuttavia passò alla S.S. Lazio che lasciò a 16 anni, nel 2010, per andare a studiare in Scozia alla Merchiston Castle School di Edimburgo, nella cui squadra di rugby si mise subito in luce, tanto da diventare titolare e giungere fino in semifinale del torneo scolastico.
Notato dagli osservatori di Richard Cockerill, allenatore del Leicester, fu invitato per un provino presso la prestigiosa squadra inglese e ammesso alle sue giovanili; nel 2013 ottenne il suo primo contratto da professionista ed esordì in prima squadra a livello ufficiale contro gli Ospreys durante la Coppa Anglo-Gallese.
Il suo debutto in Premiership avvenne il 10 maggio 2014, ultima giornata della stagione regolare del torneo, contro i Saracens, a 13 minuti dalla fine come rimpiazzo dell'argentino Marcos Ayerza.
Già passato per la trafila delle giovanili, rifiutò nel 2013 la chiamata per l'Italia Emergenti; benché tale rifiuto non fosse stato motivato, gli addetti ai lavori vi lessero la volontà di non vincolarsi, tramite la chiamata nella seconda squadra, alla federazione italiana quando mancavano pochi mesi all'idoneità per residenza a rappresentare quella inglese.
Nel frattempo tornato in patria al Benetton, con il nuovo C.T. Conor O'Shea Pasquali fu convocato nell'Italia maggiore con cui debuttò a Suva contro Figi nel giugno 2017, divenendo titolare fisso e guadagnando la convocazione a due tornei consecutivi del Sei Nazioni e quella alla Coppa del Mondo 2019 in Giappone.